# جيري هوراك
جيري هوراك هو تربوي وأستاذ جامعي وسياسي تشيكي، ولد في 24 أبريل 1924 في هرادتس كرالوفه في التشيك، وتوفي في 25 يوليو 2003 في إنغلوود ‏ في الولايات المتحدة. نشط حزبياً في الحزب الاجتماعي الديمقراطي (تشيكيا). وقد انتخب عضو الجمعية الاتحادية لتشيكوسلوفاكيا ‏.